# سابیچ
سابیچ (عبری: סביח‎) نوعی ساندویچ محبوب در یهودیان است که مواد آن را نان پیتا، بادنجان و تخم مرغ پخته تشکیل می‌دهد.